# Guillaume de Jerphanion
Guillaume de Jerphanion SJ (* 3. März 1877 in Pontevès; † 22. Oktober 1948 in Rom) war ein französischer Epigraphiker, Geograph, Fotograf, Linguist, Archäologe und Byzantinist.
Er arbeitete als Offizier-Dolmetscher bei der Légion d’Orient (armenisch Հայկական լեգեոնը) in Zypern 1918 und wurde Professor und Mitglied des Päpstlichen Orientalischen Instituts in Rom. 1947 wurde er zum Mitglied der französischen Académie des inscriptions et belles-lettres gewählt.
Er war der erste Wissenschaftler, der systematische Explorationen in Kappadokien durchführte und die Resultate in zahlreichen Publikationen verbreitete. Zwischen 1925 und 1942 gab er das monumentale Werk Une nouvelle province de l’art byzantin, les églises rupestres de Cappadoce („Ein neues Feld der Byzantinischen Kunst, die Felskirchen von Kappadokien“) in zwei Bänden mit Text und drei Bänden mit Bildern heraus.

## Werke
- La Légion d’Orient, Études. 1919.
- Une nouvelle province de l’art byzantin, les églises rupestres de Cappadoce. 5 Bde. 1925–42.
- La Voix des monuments. Notes et études d’archéologie chrétienne. 1930.
- La Voix des monuments. Étude d’archéologie. Nouvelle série. 1938.